# Sankt Peters klosters kyrka
Sankt Peters klosters kyrka är en kyrka belägen strax väster om järnvägen i Lund. Den är församlingskyrka i Sankt Peters klosters församling i Lunds stift. Den nuvarande kyrkan är från 1300-talet och uppförd i rött tegel i gotisk stil. Sankt Peters klosters kyrka byggdes som klosterkyrka för nunneklostret Sankta Marias och Sankt Peters kloster. Denna klosterkyrka är, vid sidan av domkyrkan, den enda kvarvarande av de kyrkor som fanns i det medeltida Lund. Övriga kyrkor och kloster revs i samband med reformationen i Danmark 1536.

## Namn
Det äldsta belägget för klostrets namn är en medeltidslatinsk fras från mitten av 1100-talet: Sanctimonialis Sancte Marie et Sancti Petri Lundis ('Nunna i sankt Marias och Peters [kloster] i Lund'). I slutet av 1100-talet nämns Claustri beati Petri Lundis ('Den helige, eller salige, Peters klosters i Lund'). På nordiskt språk nämns det 1482 som Sancti Pedhers closter. 
Under medeltiden och därefter användes också benämningarna Nunnekloster och Jungfrukloster. Några senare namnbelägg för kyrkan är Kloster Kyrkan 1704, Closterkyrkian 1757, Klåster Kyrckan 1765[källa behövs].

## Historik
Sankt Peters klosters kyrka uppfördes vid mitten av 1100-talet under ärkebiskop Eskil. Kyrkan byggdes efter att Lund hade blivit säte för hela Nordens ärkebiskop, och det uppfördes nya kyrkor i staden. Klostret var avsett för nunnor inom benediktinorden. Den tidigast säkra uppgiften om klostret är ett dokument från omkring år 1164. Kyrkan var ursprungligen tillägnat Jungfru Maria och aposteln Petrus, som är dess skyddshelgon. Den ursprungliga kyrkobyggnaden var uppförd den romanska stilen som var den dominerande arkitektur i det medeltida Europa under 1000- och 1100-talen. Den dåvarande kyrkan var byggd av sandsten med rundbågar, en stil som liknar stilen som Lunds Domkyka är byggd idag.
Kyrkan byggdes om på 1300-talet i gotisk stil och ersatte den äldre romanska från mitten av 1100-talet, som då blivit för liten.
Under reformationen på 1500-talet i Norden rev man många klosterbyggnader, och deras egendomar tillföll kronan. Klostret revs runt år 1600 och endast klosterkyrkan lämnades kvar.
Kyrkan blev hårt åtgången av krig och förstörelse under fejderna mellan Danmark och Sverige. 1653 var den nästan helt förstörd, men har senare återställts. På 1920-talet gjordes en genomgripande restaurering som återgav kyrkan dess ursprungliga utseende.
Inget av kyrkans ursprungliga inventarier finns bevarade. Ett altarskåp i form av en triptyk tillverkat på 1400-talet i Tyskland tillfördes kyrkan 1931. Predikstolen härstammar från början av 1600-talet. Under restaureringen 1925-1928 gjordes muralmålningar i kyrkan av Olle Hjortzberg.

## Orgel
- 1936 byggde Marcussen & Søn, Aabenraa, Danmark en orgel med 20 stämmor.
- Den nuvarande orgeln byggdes 1959 av Marcussen & Søn, Aabenraa, Danmark och är en mekanisk orgel. Orgeln har en ny fasad.

| Ryggpositiv I   | Huvudverk II         | Bröstverk II   | Pedal           | Koppel |
| Gedackt 8'      | Principal 8'         | Gedackt 8'     | Subbas 16´      | I/P    |
| Principal 4'    | Rörflöjt 8'          | Rörflöjt 4'    | Oktava 8'       | II/P   |
| Koppelflöjt 4'  | Oktava 4'            | Principal 2'   | Gedackt 8'      | III/P  |
| Kvintadena 2'   | Spetsflöjt 4'        | Nasat 1 1/3'   | Oktava 4'       | I/II   |
| Scharf III chor | Oktava 2'            | Cymbel II chor | Mixtur III chor | III/II |
| Krumhorn 8'     | Sesquialtera II chor | Vox humana 8'  | Fagott 16'      |        |
| Tremulant       | Mixtur IV chor       | Tremulant      | Skalmeja 4'     |        |
|                 | Trumpet 8'           |                |                 |        |

## Sankt Peters klosters församlingskyrka
Församlingen har medeltida ursprung. Namnet var tidigt även Nunnesogn.
Sankt Peters klosters landskommun uppgick 1 januari 1914 i Lunds stad. Denna inkorporering var den första som Lund gjorde av kringliggande landskommuner. Egen församling var man dock även fortsättningsvis. Församlingen var till 2002 moderförsamling i pastoratet Sankt Peters kloster och (Norra) Nöbbelöv, för att därefter utgöra ett eget pastorat. .

## Gravsatta på klosterkyrkogården
På klosterkyrkogården ligger ett flertal prominenta lundaakademiker begravda, däribland Ebbe Samuel Bring, Christian Cavallin, Anders Gustaf Dahlbom, Gunnar Edström, Arvid Henrik Florman, Carl Magnus Fürst, Pehr Erik Gellerstedt, Bengt Lidforss, Carl Johan Schlyter, Knut Fredrik Söderwall, John Tandberg, Niklas Tengberg och Johan Wilhelm Zetterstedt. Bland andra gravsatta märks Elvira Madigans mor Laura Madigan, klubbägaren Styrbjörn Colliander och ärkebiskop Olof Sundby, tidigare kyrkoherde i församlingen.

## Galleri

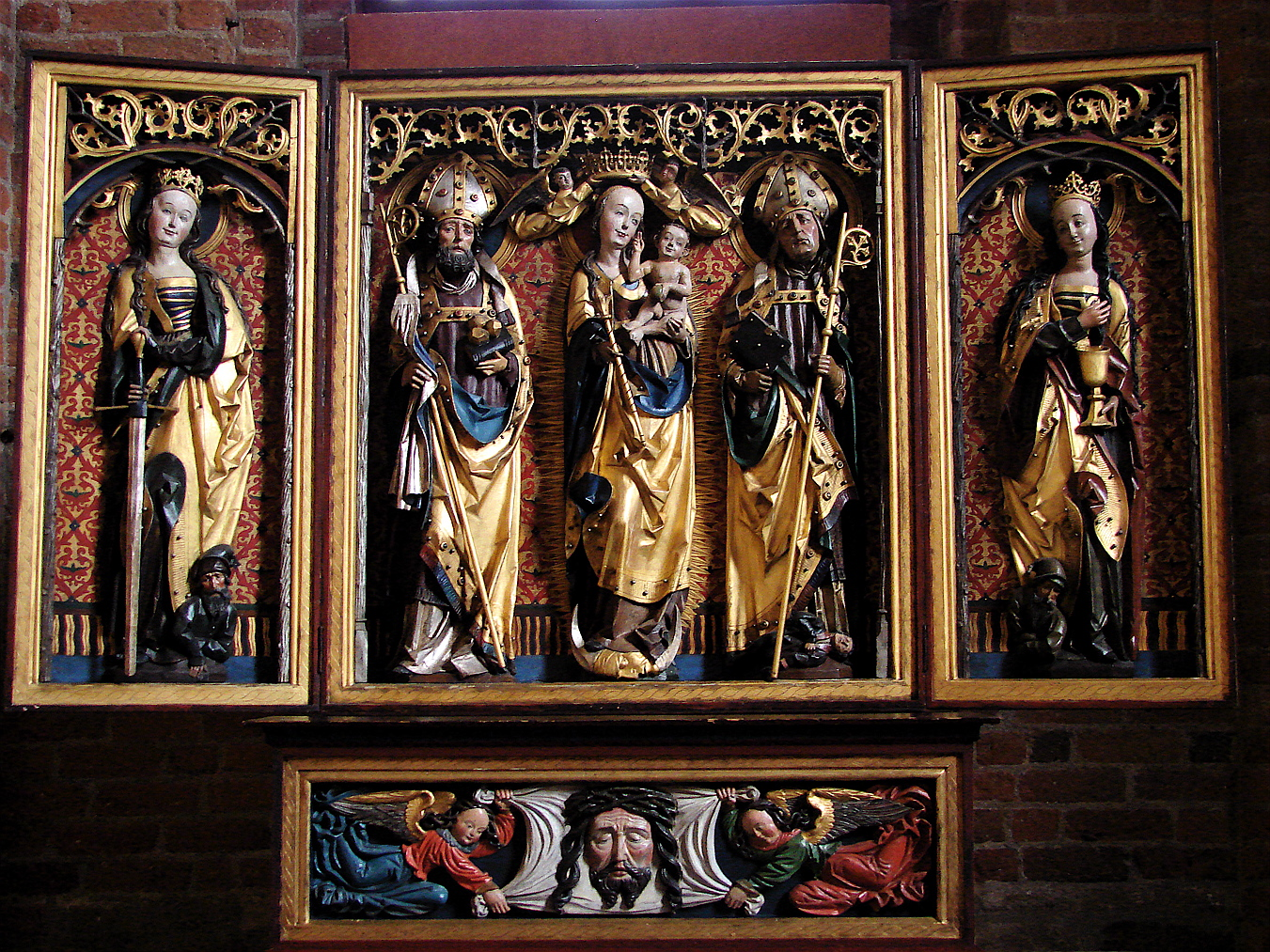
Altartavlan
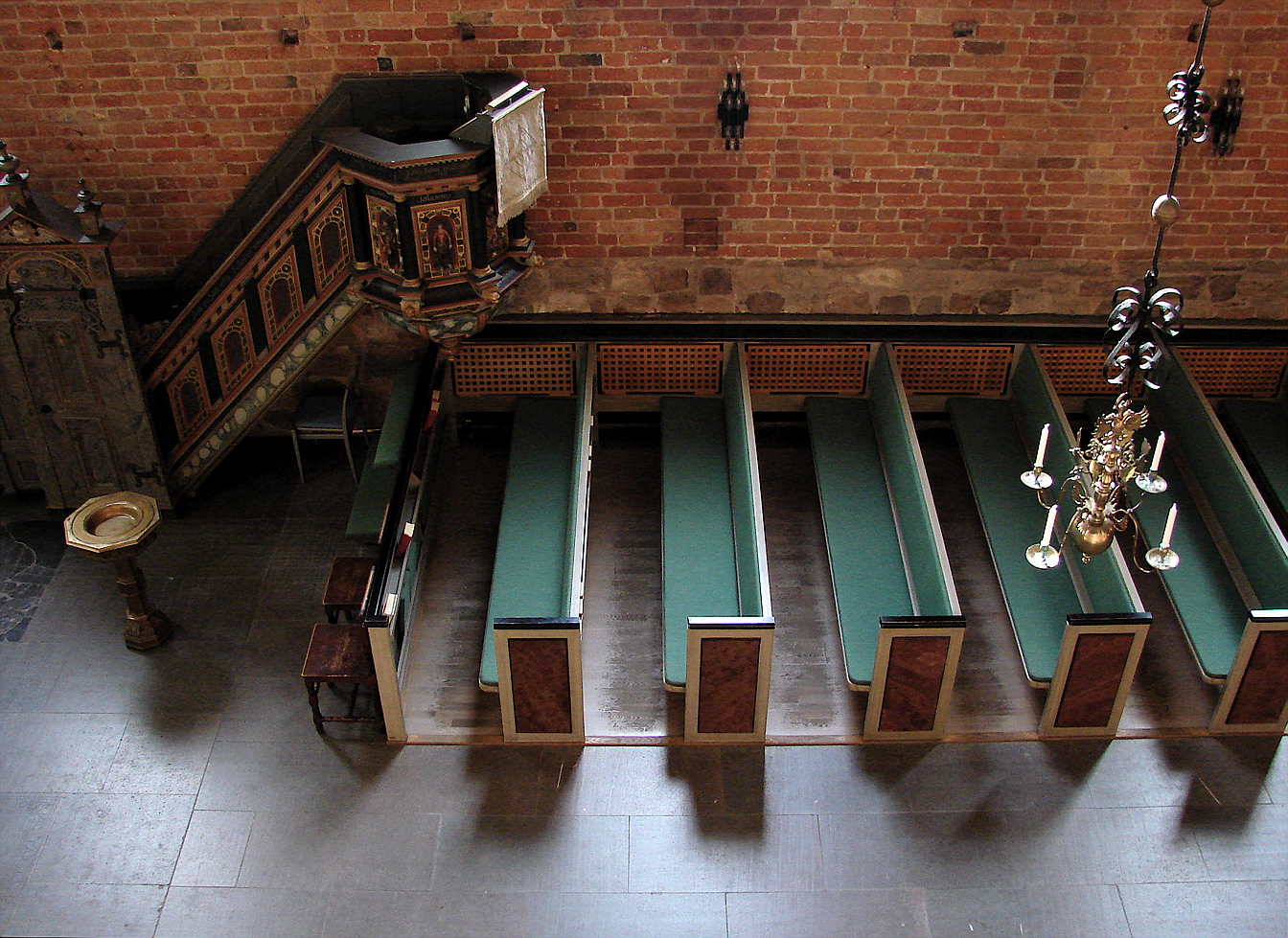
Del av kyrkorummet
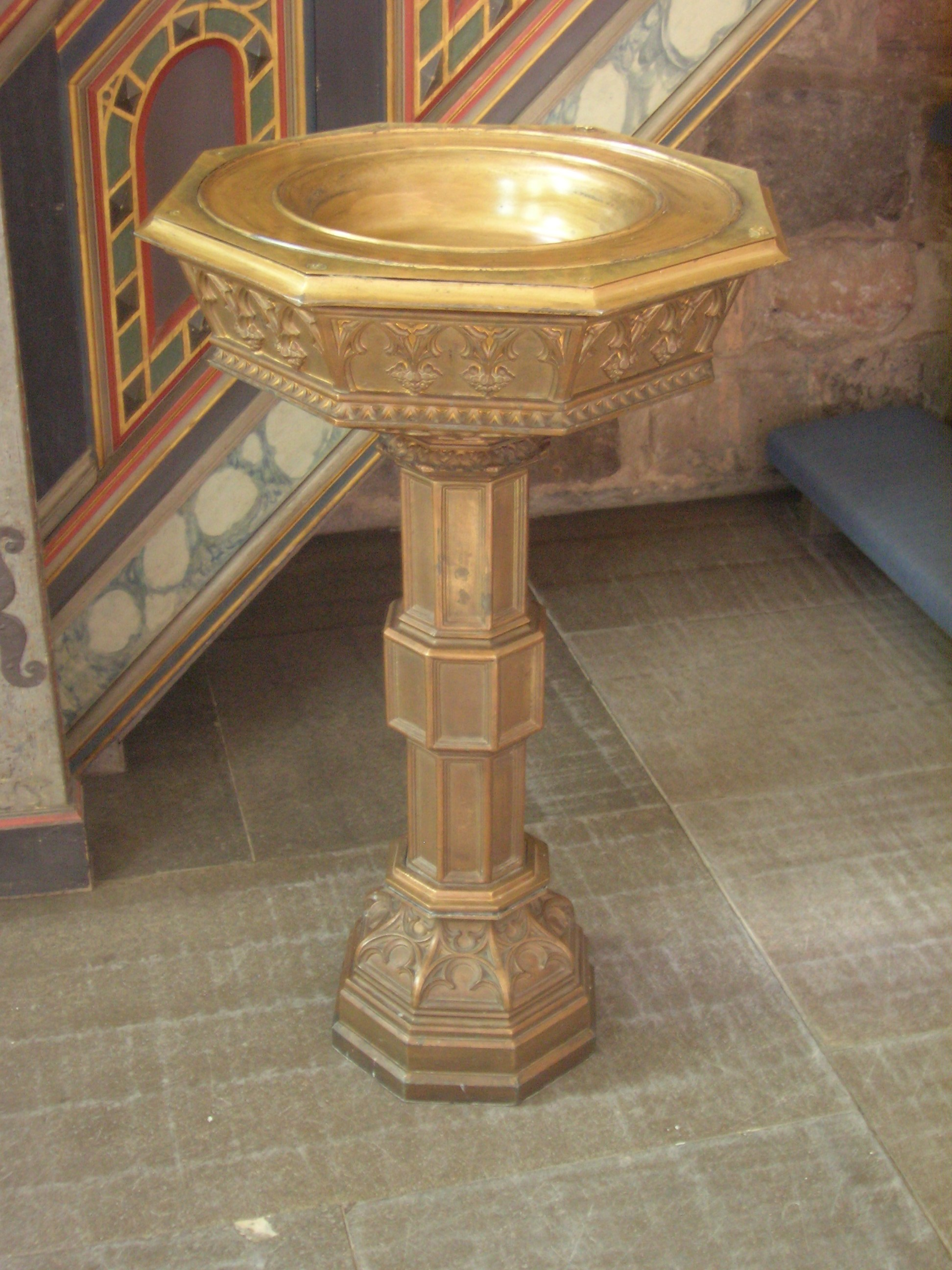
Dopfunt
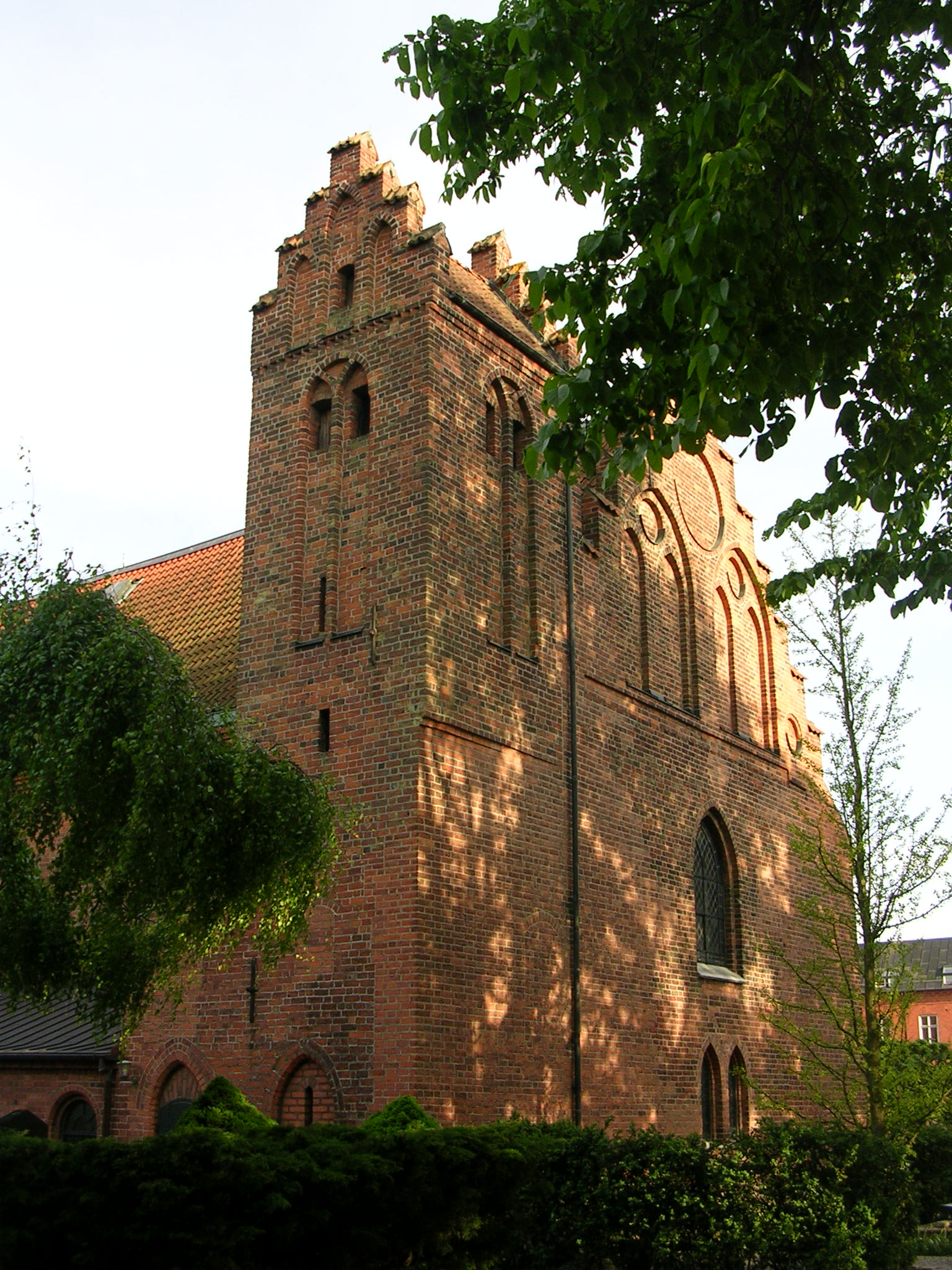
Fasaden
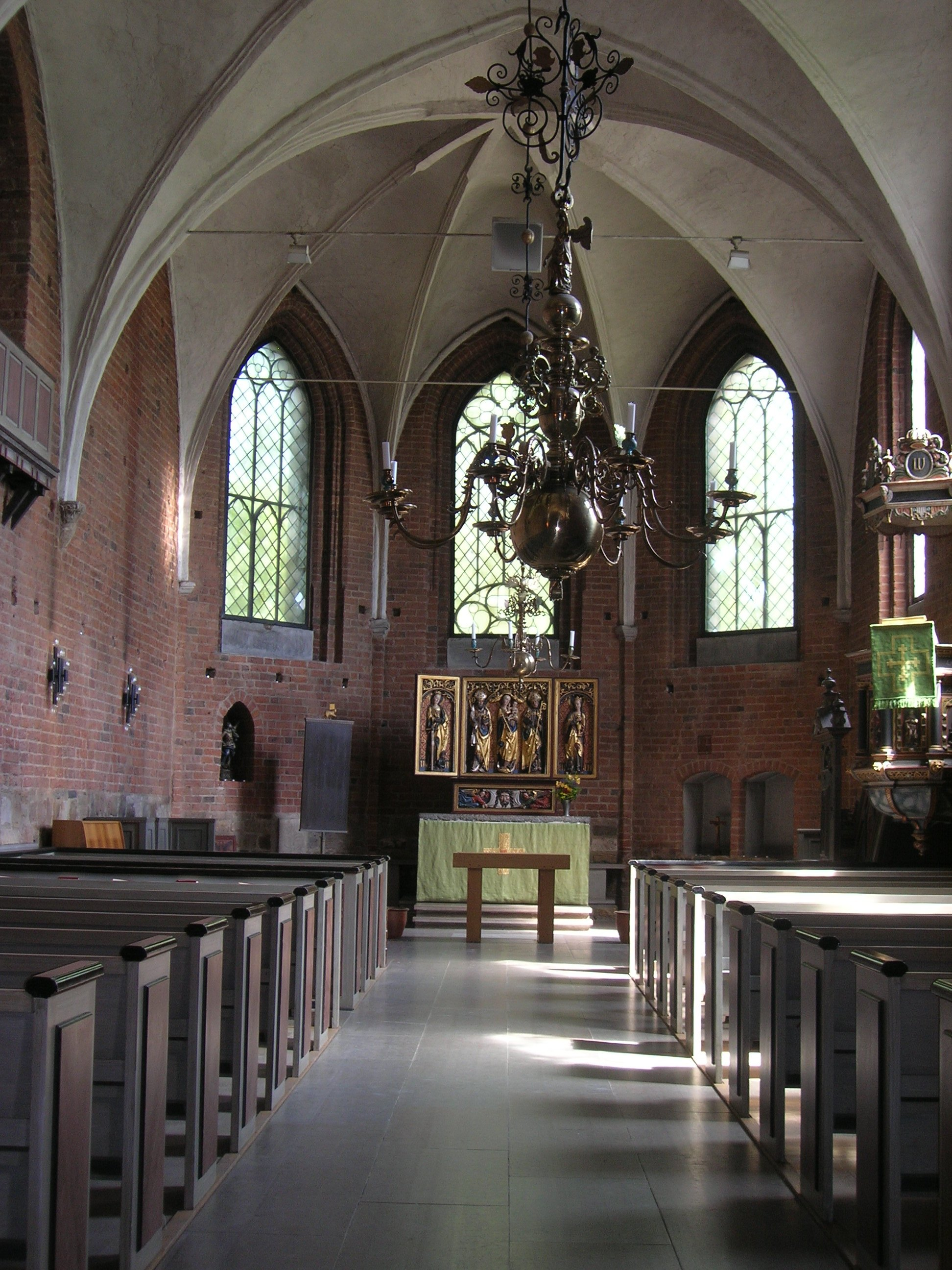
Kyrkorummet mot öster
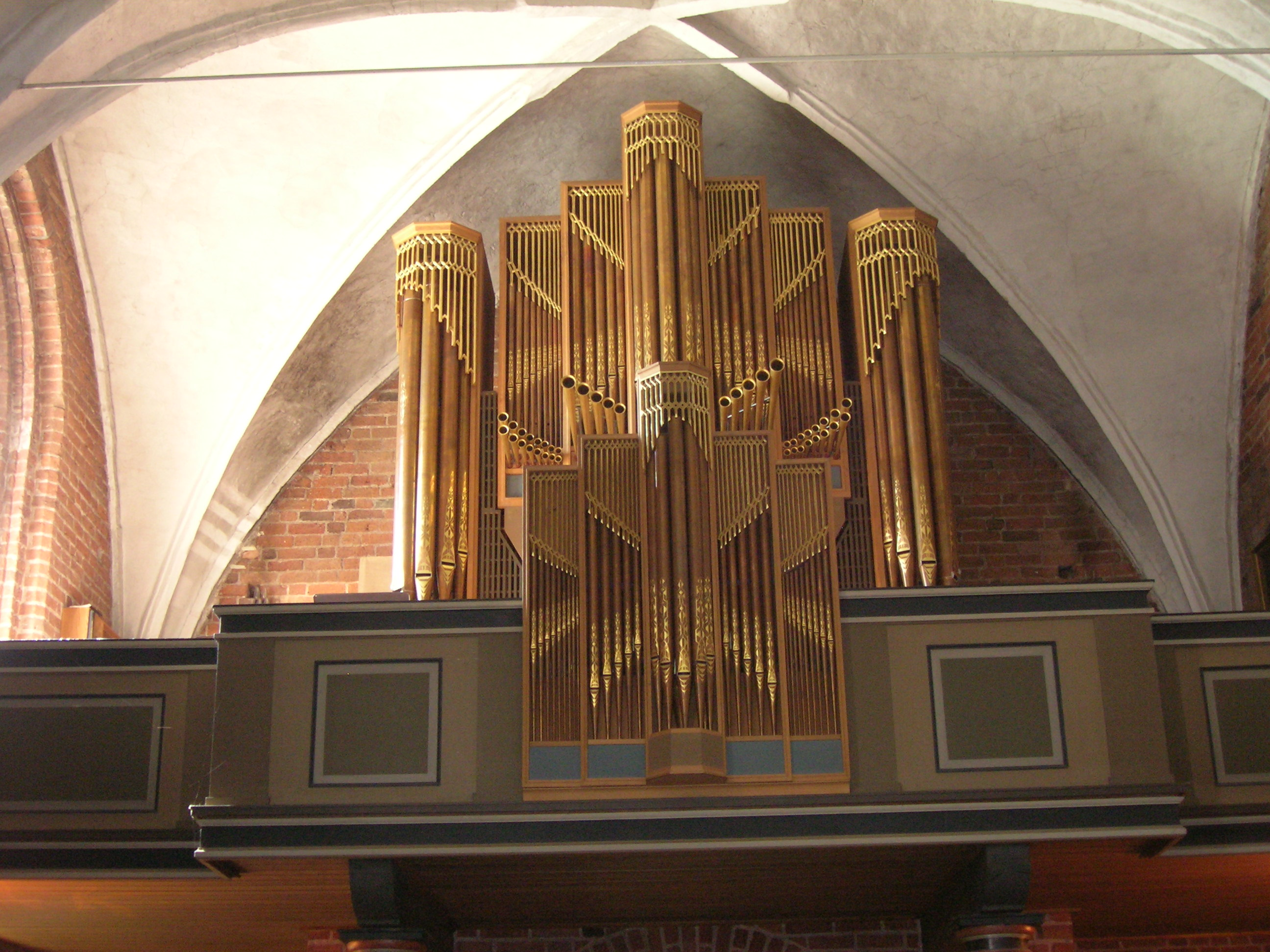
Läktarorgeln i väster
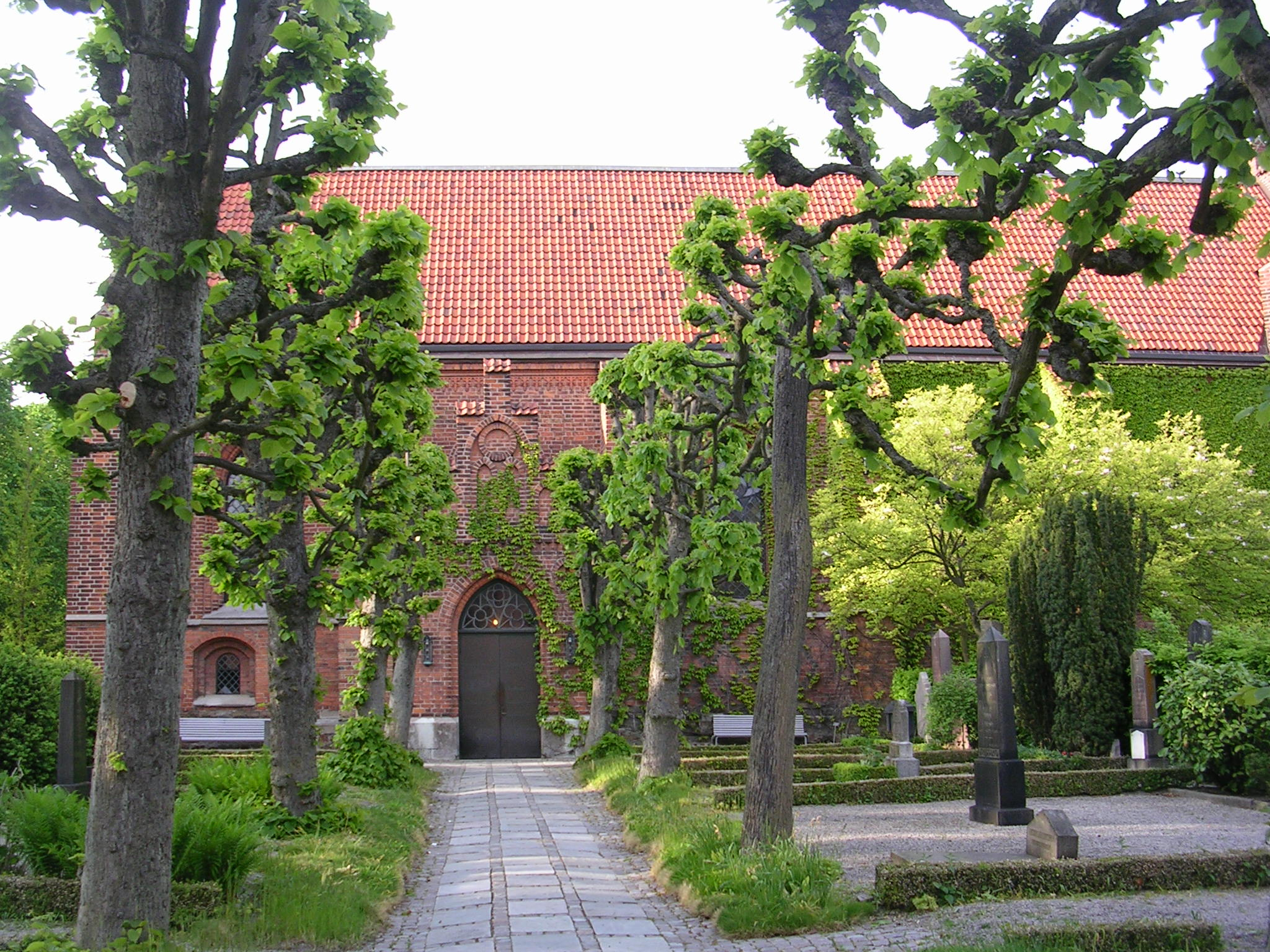
Fasaden
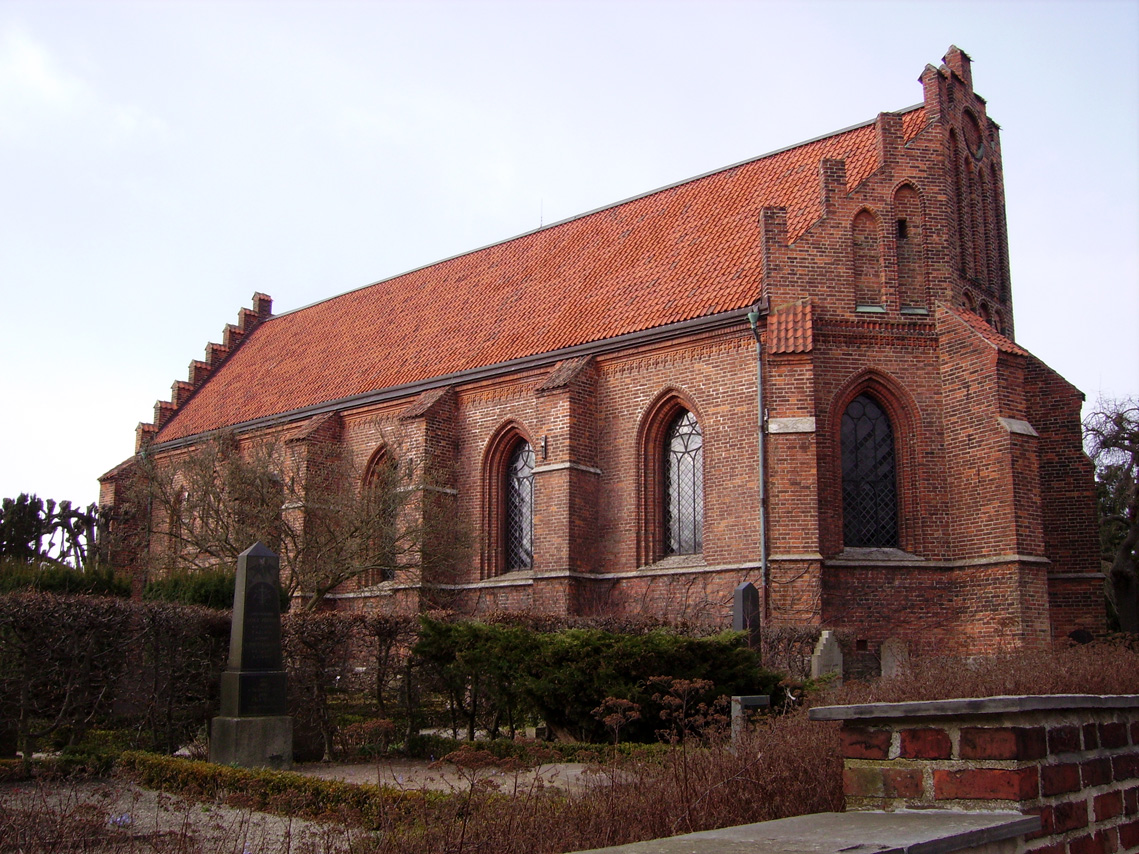
Fasaden